# Мин-ди (Северная Чжоу)
Император Северной Чжоу Мин-ди ((北)周明帝; 534—560), личное имя Юйвэнь Юй (宇文毓), прозвище Тунваньту (統萬突) — император Китайской/Сяньбийской династии Северная Чжоу, начал править с титулом «Небесный Принц» (Тянь Ван). Он стал императором после младшего брата Сяо Миня, который был свергнут и убит регентом Юйвэнь Ху. Большая часть власти сосредоточилась в руках Юйвэня Ху. Юйвэнь Ху стал бояться и отравил Мин-ди. Будучи при смерти, Мин-ди назначил наследником своего брата Юйвэнь Юна (У-ди) в качестве преемника, Юн оказался храбрым и способным, он казнил Ху и стал править сам.

## Эры правления
- Учэн (武成 wǔ chéng) 559—560

## Личная информация
- Отец
  - Юйвэнь Тай, посмертно Вэнь-ди
- Мать
  - Леди Яо, наложница Ювэнь Тая
- Жена
  - Императрица Дугу (с 557), дочь Дугу Сина(獨孤信)
- Наложница
  - Наложница Сюй, мать Сяня
- Дети
  - Юйвэнь Сянь (宇文賢), граф Би (с 564), ван Ла в Би (с 574, сазнён Яном Цзянем 580)
  - Юйвэнь Чжэнь (宇文貞), ван Фэна (с 574, казнён Яном Цзянем 581)
  - Юйвэнь Ши (宇文實), граф Сун (с 561), Ван Сун (с 574, казнён Яном Цзянем 581)
  - Принцесса Хэнань